# Ralston, Wyoming
Ralston är en ort (census-designated place) i Park County i nordvästra delen av den amerikanska delstaten Wyoming. Orten ligger norr om Shoshone River, en biflod till Bighorn River, omkring 8 kilometer väster om staden Powell, Wyoming. Befolkningen var 280 invånare vid 2010 års federala folkräkning.